# لیلیان هلمن
لیلین فلورنس (لیلی) هلمن (به انگلیسی: Lillian Florence "Lilly" Hellman) (زادهٔ ۲۰ ژوئن ۱۹۰۵ در نیو اورلئان – درگذشتهٔ ۳۰ ژوئن ۱۹۸۴ در تیسبری، ماساچوست) نمایش‌نامه‌نویس، فیلم‌نامه‌نویس چپ‌گرای امریکایی بود که بسیاری از جنبه‌های زندگی‌اش به این چپ‌گرایی پیوند خورد و آن را تحت تأثیر قرار داد.

## زندگی
لیلین فلورنس هلمن در ۲۰ ژوئن ۱۹۰۵ در نیو اورلئان به دنیا آمد. پنج سالش که بود همراه خانواده‌اش به نیویورک رفت. او بین سال‌های ۱۹۲۲ تا ۱۹۲۴ در دانشگاه نیویورک و در سال ۱۹۲۴ در دانشگاه کلمبیا تحصیل کرد اما تحصیلاتش را به پایان نرساند.
لیلین هلمن ۳۰ ژوئن سال ۱۹۸۴ بر اثر حمله قلبی در نزدیکی خانه‌اش در تاکستان مارتا درگذشت.

## فعالیت ادبی
هلمن پیش از این‌که نمایش‌نامه بنویسد ژانرهای ادبی دیگری را تجربه کرده بود. او داستان کوتاه و شعر می‌نوشت. در سال ۱۹۲۸ یا ۱۹۲۹ بود که دو تا از داستان‌هایش در مجلهٔ پاریس کامت که آرتور کوبر در آن کار می‌کرد، چاپ شد. لیلین و آرتور با هم ازدواج کردند و در پاریس زندگی می‌کردند. این داستان‌ها داستان‌های زنانه‌ای بودند.
هلمن پیش از نوشتن نمایش‌نامه «زمان کودکان» با لوئیز کرانبنرگر نمایش‌نامه‌ای نوشت به نام «ملکهٔ بزرگوار» که دربارهٔ خانواده‌ای سلطنتی بود که می‌خواستند بورژوا باشند. آن‌ها از طبقهٔ متوسط گریزان بودند. داشیل همت می‌گفت نمایش خوبی نبود. او از تئاتر خوشش نمی‌آمد و همیشه از لیلین می‌خواست که رمان بنویسد.
در بین نمایش‌نامه‌نویسان بزرگ آمریکایی لیلین هلمن جایگاه ویژه‌ای دارد. اولین نمایش‌نامهٔ او «روباه‌های کوچک» نام داشت. هلمن در کل هفت نمایش‌نامهٔ اوریژینال و هفت نمایش‌نامهٔ اقتباسی نوشت.
هلمن علاوه‌بر نمایش‌نامه، فیلم‌نامه‌های بسیاری هم نوشت که از آن جمله می‌توان به ستارهٔ شمالی و روباه‌های کوچک اشاره کرد.

## جوایز
هلمن در طول دوران فعالیت هنری‌اش جوایز بسیاری دریافت کرد که جایزهٔ انجمن منتقدین نمایش نیویورک یکی از آن‌هاست. او دو بار هم به خاطر نوشتن فیلم‌نامههای روباه‌های کوچک و ستارهٔ شمالی کاندیدای دریافت جایزهٔ اسکار شد.

## آثار
نمایش‌نامه
- ۱۹۳۴ — زمان کودکان (به انگلیسی: The Children's Hour)
- ۱۹۳۶ — روزهایی که می‌آیند (به انگلیسی: Days To Come)
- ۱۹۳۹ — روبهکان (به انگلیسی: The Little Foxes)
- ۱۹۴۱ — روی راین را بنگر (به انگلیسی: Watch on the Rhine)
- ۱۹۴۴ — باد جستجوگر (به انگلیسی: The Searching Wind)
- ۱۹۴۶ — قسمت دیگر جنگل (به انگلیسی: Another Part of the Forest)
- ۱۹۴۹ — مونتسرات (به انگلیسی: Montserrat)
- ۱۹۵۱ — باغ پاییز (به انگلیسی: The Autumn Garden)
- ۱۹۶۰ — اسباب‌بازی‌های زیرشیروانی (به انگلیسی: Toys in the Attic)
- ۱۹۶۳ — مادرم، پدرم و من (به انگلیسی: My Mother, My Father and Me)

فیلم‌نامه
- ۱۹۳۵ — فرشتهٔ سیاه (به انگلیسی: The Dark Angel)
- ۱۹۳۶ — این سه (به انگلیسی: These Three)
- ۱۹۳۷ — بن‌بست (به انگلیسی: Dead End)
- ۱۹۴۱ — روبهکان (به انگلیسی: The Little Foxes)
- ۱۹۴۳ — ستارهٔ شمال (به انگلیسی: The North Star)
- ۱۹۴۶ — باد جستجوگر (به انگلیسی: The Searching Wind)

زندگی‌نامه
- ۱۹۶۹ — زنی ناتمام: یک خاطره‌نگاری (به انگلیسی: An Unfinished Woman: A Memoir)
- ۱۹۷۳ — توبه: کتابی از پرتره‌ها (به انگلیسی: Pentimento: A Book of Portraits)
- ۱۹۷۶ — روزگار بدسگالان (به انگلیسی: Scoundrel Time)
- ۱۹۸۴ — غذاخوردن با هم: دستورالعمل‌ها و به‌یادآوردن‌ها (به انگلیسی: Eating Together: Recipes and Recollections) همراه با پیتر فیبلمن

دیگر آثار
- ۱۹۵۷ — اپرت کاندید (به انگلیسی: Candide) (اپرت)
- ۱۹۶۳ — مقدمهٔ «کله‌پای بزرگ» (به انگلیسی: The Big Knockover) مجموعه‌ای از داستان‌های کوتاه داشیل همت
- ۱۹۸۰ — شاید: یک داستان (به انگلیسی: Maybe: A Story) (رمان)

### آثار در زبان فارسی
رمان
- شاید، (مترجم:) علی‌رضا میراسدالله، تهران: انتشارات مروارید، ۱۳۸۴؛[۱۰]

نمایش‌نامه
- اسباب‌بازی‌های زیرشیروانی، (مترجم:) آهو خردمند، تهران: انتشارات نیلا، ۱۳۸۹؛[۱۱]

زندگی‌نامه
- جولیا، (مترجم:) محمدحسن سجودی، تهران: انتشارات تهران دبیران، بی‌تا؛[۱۲] (فصلی از کتاب «توبه: کتابی از پرتره‌ها»)
- روزگار بدسگالان، (مترجم:) گیلی خوشدل، تهران: نشر آبی، ۱۳۶۳؛[۱۳]
- زمانهٔ شیاد، (مقدمه:) گری ولز، (مترجم:) ساناز صحتی، (دیباچه:) رضا براهنی، تهران: انتشارات هاشمی، ۱۳۶۳؛[۱۴] (ترجمهٔ دیگری از روزگار بدسگالان)
- زنی ناتمام، (مترجم:) ساناز صحتی، تهران: نشر مرغ آمین، ۱۳۶۹؛[۱۵]

## پی‌نوشت
1. ↑  فیلیپس و  هلندر، «تئوری‌ها به درد نوشتن…»، روزنامهٔ شرق، ۱۵.
2. ↑  فیلیپس و  هلندر، «تئوری‌ها به درد نوشتن…»، روزنامهٔ شرق، ۱۵.
3. ↑  فیلیپس و  هلندر، «تئوری‌ها به درد نوشتن…»، روزنامهٔ شرق، ۱۵.
4. ↑  فیلیپس و  هلندر، «تئوری‌ها به درد نوشتن…»، روزنامهٔ شرق، ۱۵.
5. ↑  فیلیپس و  هلندر، «تئوری‌ها به درد نوشتن…»، روزنامهٔ شرق، ۱۵.
6. ↑  فیلیپس و  هلندر، «تئوری‌ها به درد نوشتن…»، روزنامهٔ شرق، ۱۵.
7. ↑  فیلیپس و  هلندر، «تئوری‌ها به درد نوشتن…»، روزنامهٔ شرق، ۱۵.
8. ↑  فیلیپس و  هلندر، «تئوری‌ها به درد نوشتن…»، روزنامهٔ شرق، ۱۵.
9. ↑  فیلیپس و  هلندر، «تئوری‌ها به درد نوشتن…»، روزنامهٔ شرق، ۱۵.
10. ↑  هلمن، شاید.
11. ↑  هلمن، اسباب‌بازی‌های زیرشیروانی.
12. ↑  هلمن، جولیا.
13. ↑  هلمن، روزگار بدسگالان.
14. ↑  هلمن، زمانهٔ شیاد.
15. ↑  هلمن، زنی ناتمام.